# حسين المليجي
حسين المليجي (1906 - 2000) ممثل ومونولوجست مصري من مواليد 1906. عمل بالسينما في بداية الثلاثينيات. تعاون مع المنولوجست آئيل ليفي في بدايات حياته ثم انتقل إلى مدينة الإسكندرية وعمل في كازينو كامب شيزار، تزوج من فتحية محمود وشكل معها ثنائيًا فنيًا، ثم هاجر إلى لبنان وعاش فيها لفترة طويلة، وقدم برنامج (بيروت في الليل)، وقدم عروض ناجحة على خشبة المسرح، ثم عاد إلى الإسكندرية ليعمل مع فرقة الباليه المصري. توفي في عام 2000 عن عمر يناهز 94 سنة.

## الأعمال
اشترك في 34 عملاً سينمائياً من أهمها
- فيلم «يوم في العالي» للمخرج حسين فوزي عام 1946، قام بدور الأسطى شيحة الحلاق.
- فيلم «بيت الطاعة» للمخرج يوسف وهبي عام 1953، قام بدور برعي الطباخ.
- فيلم «حياة غانية» للمخرج حسام الدين مصطفى عام 1957، قام بدور مخالي البارمان.
- فيلم «ربع دستة اشرار» للمخرج نجدي حافظ عام 1970، قام بدور النادل.
- مسلسل «الرجل والحصان» للمخرج أحمد خضر عام 1982 (آخر عمل له)
- فيلم « أحمر شفايف» حيث لعب دور الساحر

## وصلات خارجية
- حسين المليجي على موقع IMDb (الإنجليزية)
- حسين المليجي على موقع الدهليز
- حسين المليجي على موقع قاعدة بيانات الأفلام العربية

- حسين المليجي على موقع كاروهات